# توماس سمارت (سياسي)
توماس سمارت (بالإنجليزية: Thomas Smart)‏ هو سياسي أسترالي، ولد في 1810 في سيدني في أستراليا، وتوفي في 28 مايو 1881. انتخب عضو الجمعية التشريعية نيو ساوث ويلز وانتخب عضو المجلس التشريعي نيو ساوث ويلز.